# Rood en Wit

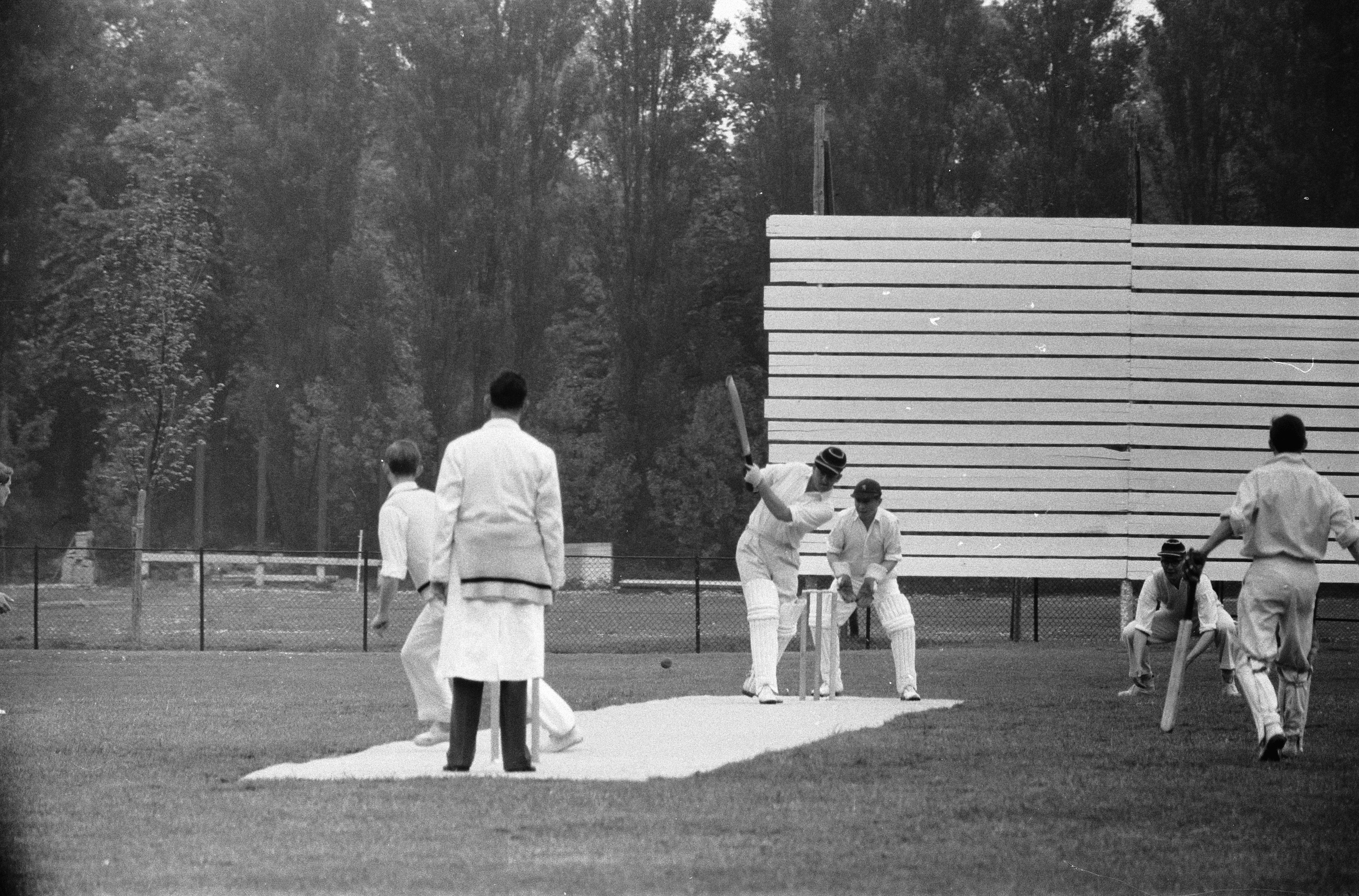
Rood en Wit tegen HCC II in 1960

HCC Rood en Wit is een Nederlandse cricketclub in Haarlem. De club is op 22 juni 1881 opgericht en telt ongeveer 400 leden. De club is in haar bestaan 14 maal landskampioen geworden.
Rood en Wit promoveerde in 2009 en speelde daarom in 2010 in de topklasse.